# Thecla detesta
Thecla detesta är en fjärilsart som beskrevs av Clench 1946. Thecla detesta ingår i släktet Thecla och familjen juvelvingar. Inga underarter finns listade i Catalogue of Life.